# Centeno (Trinidad y Tobago)
Centeno es una localidad de Trinidad y Tobago, que forma parte de la región de Tunapuna-Piarco.

## Geografía
La localidad abarca parte de la isla Trinidad y limita al norte con Mausica, al sur con St. Helena Village  y Nancoo Village (esta última localidad perteneciente a la región de Couva-Tabaquite-Talparo), al este con Carapo y al oeste con Oropuna Village-Piarco.

## Demografía
Datos demográficos de la localidad de Centeno:
| Gráfica de evolución demográfica de Centeno entre 2000 y 2011 |
|                                                               |